# Belgische wetgevende verkiezingen 1882
Gedeeltelijke wetgevende verkiezingen vonden plaats in België op dinsdag 13 juni 1882, met een tweede ronde op 20 juni. 69 van de 132 Kamerzetels werden herverkozen, namelijk die in de provincies Henegouwen, Limburg, Luik en Oost-Vlaanderen. Er vonden ook Senaatsverkiezingen plaats. Het aantal zetels in de Kamer en Senaat werd aangepast aan de bevolkingsgroei. Er vonden buitengewone Kamerverkiezingen plaats in de arrondissementen Antwerpen, Philippeville, Brussel, Nijvel en Namen.

## Verkozenen
Dendermonde
- De katholieke kandidaten, Léon De Bruyn, Philippe De Kepper en Gustave Vanden Steen voor volksvertegenwoordiger en Adolphe Christyn de Ribaucourt voor senator, hadden geen liberale tegenkandidaten en werden dus verkozen.

Sint-Niklaas
- De katholieke kandidaten, Theodoor Janssens, Stanislas Verwilghen en Jules Malou voor volksvertegenwoordiger en Louis Janssens-Smits en Alfred Vilain XIIII voor senator, hadden geen liberale tegenkandidaten en werden dus verkozen.

Brussel
- Er waren twee nieuwe volksvertegenwoordigers te verkiezen. De liberalen Karel Buls en Victor Arnould wonnen van de katholieken Adrien d'Oultremont en Eugène Parmentier.
- Er was één nieuwe senator te verkiezen. De liberaal Emile Hanssens won van graaf Eugène de Hemricourt de Grunne.

De stemmen in Brussel waren voor een liberaal bastion echter opvallend nipt, wat een voorbode was voor de katholieke overwinning twee jaar later.
Philippeville
- Joseph de Riquet de Caraman Chimay (katholiek) werd verkozen om de overleden Georges de Baillet Latour (liberaal) op te volgen.

Brugge
- Er was één nieuwe senator te verkiezen. De katholiek Georges de Crombrugghe de Looringhe won van de liberaal baron de Vrière.

Op 16 oktober 1882 werd er ook een buitengewone verkiezing gehouden, namelijk in Luik na de dood van de net herverkozen Dieudonné Mouton op 17 september. Alfred Magis werd verkozen om hem op te volgen.

## Zetelverdeling
De zetelverdeling in de Kamer van volksvertegenwoordigers zag er als volgt uit, met de veranderingen ten opzichte van de vorige verkiezing:
| Provincie       | Arrondissement | Zetels | Verschil |
| --------------- | -------------- | ------ | -------- |
| Antwerpen       | Antwerpen      | 8      | +1       |
| Antwerpen       | Mechelen       | 3      | –        |
| Antwerpen       | Turnhout       | 3      | –        |
| Limburg         | Hasselt        | 2      | –        |
| Limburg         | Maaseik        | 1      | –        |
| Limburg         | Tongeren       | 2      | –        |
| Oost-Vlaanderen | Aalst          | 4      | +1       |
| Oost-Vlaanderen | Oudenaarde     | 3      | –        |
| Oost-Vlaanderen | Gent           | 8      | –        |
| Oost-Vlaanderen | Eeklo          | 1      | –        |
| Oost-Vlaanderen | Dendermonde    | 3      | –        |
| Oost-Vlaanderen | Sint-Niklaas   | 3      | –        |
| West-Vlaanderen | Brugge         | 3      | –        |
| West-Vlaanderen | Roeselare      | 2      | –        |
| West-Vlaanderen | Tielt          | 2      | –        |
| West-Vlaanderen | Kortrijk       | 4      | –        |
| West-Vlaanderen | Ieper          | 3      | –        |
| West-Vlaanderen | Veurne         | 1      | –        |
| West-Vlaanderen | Diksmuide      | 1      | –        |
| West-Vlaanderen | Oostende       | 1      | –        |
| Brabant         | Leuven         | 5      | –        |
| Brabant         | Brussel        | 16     | +2       |
| Brabant         | Nijvel         | 4      | –        |
| Henegouwen      | Doornik        | 4      | –        |
| Henegouwen      | Aat            | 2      | –        |
| Henegouwen      | Charleroi      | 7      | –        |
| Henegouwen      | Thuin          | 3      | –        |
| Henegouwen      | Bergen         | 6      | +1       |
| Henegouwen      | Zinnik         | 3      | –        |
| Luik            | Hoei           | 2      | –        |
| Luik            | Borgworm       | 2      | –        |
| Luik            | Luik           | 9      | +1       |
| Luik            | Verviers       | 4      | –        |
| Luxemburg       | Aarlen         | 1      | –        |
| Luxemburg       | Marche         | 1      | –        |
| Luxemburg       | Bastenaken     | 1      | –        |
| Luxemburg       | Neufchâteau    | 1      | –        |
| Luxemburg       | Virton         | 1      | –        |
| Namen           | Namen          | 4      | –        |
| Namen           | Dinant         | 2      | –        |
| Namen           | Philippeville  | 2      | –        |
|                 |                | 138    | +6       |